# Nomada dybovskij
Nomada dybovskij là một loài Hymenoptera trong họ Apidae. Loài này được Radoszkowski mô tả khoa học năm 1876.